# Guillem II Tocco
Guillem II Tocco fou net de Guillem I Tocco i fill de Pietro (Pere) Tocco.
Fou governador de Corfú el 1328 i es va casar (abans de 1311) amb Margarita Orsini, senyora de la meitat de Zante, la qual, a la mort del seu nebot Nicèfor II Àngel-Comnè Orsini va heretar els drets de Cefalònia i Zante.
Va morir el 22 de setembre de 1335 deixant sis fills (i dues filles que foren monges):
- 1)	Pere II (Petrillo) Vicari general de Sicília, que va rebre el feu de Corfú el 1353 i fou comte de Martina el 1364 i tronc dels comtes de Martina.
- 2)	Lleonard I Tocco, senyor de Tocco, que el 1358 va heretar per dret matern Cefalònia i Zante
- 3)	Lodòvic (Lisolo) senescal del príncep de Tàrent mort el 1360.
- 4)	Nicoletto, abat mort el 1347.
- 5)	Ricard, cavaller, mort després del 1335.
- 6)	Francesc, mort després del 1335.